# Protogalaktyka
Protogalaktyka – rozległa masa gazu, stanowiąca galaktykę w początkowym stadium ewolucji, w którym proces tworzenia gwiazd dopiero się rozpoczyna.